# Palmetta fiammeggiante

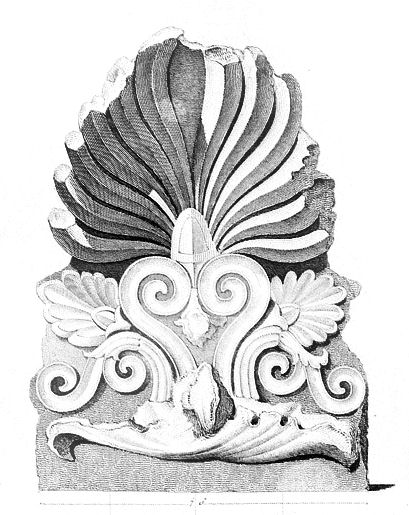
Palmetta fiammeggiante, antefissa in terracotta, Atene.

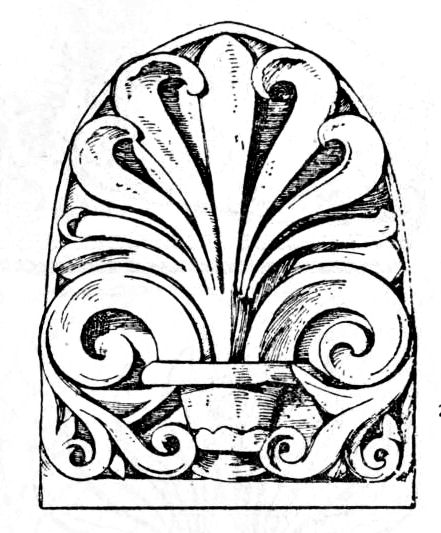
Antefissa a palmetta fiammeggiante, Tempio di Giove Statore, Roma.

La palmetta fiammeggiante è un motivo nell'arte decorativa che, nella sua espressione più caratteristica, ricorda le foglie a ventaglio di una palma. È diversa dalle palmette regolari in quanto tradizionalmente tendevano ad avere foglie nettamente divaricate. A partire dal IV secolo a.C., tuttavia, l'estremità delle foglie tendette a voltarsi all'interno, formando quello che viene chiamato il disegno a "palmetta fiammeggiante".

## Grecia
La prima apparizione di palmette fiammeggianti sembra verificarsi con l'acroteria floreale autonoma del Partenone (447-432 a.C.), e poco dopo presso il Tempio di Atena Nike. Le palmette fiammeggianti furono poi introdotte nei fregi a motivi floreali in sostituzione della palmetta regolare. Secondo John Boardman, sebbene i fregi di loto o di palmette fossero conosciuti in Mesopotamia secoli prima, la combinazione innaturale di vari elementi botanici che non hanno alcuna relazione in natura, come la palmetta, il loto e talvolta le rosette, fu un'innovazione, che venne poi adottata su una scala geografica molto ampia.

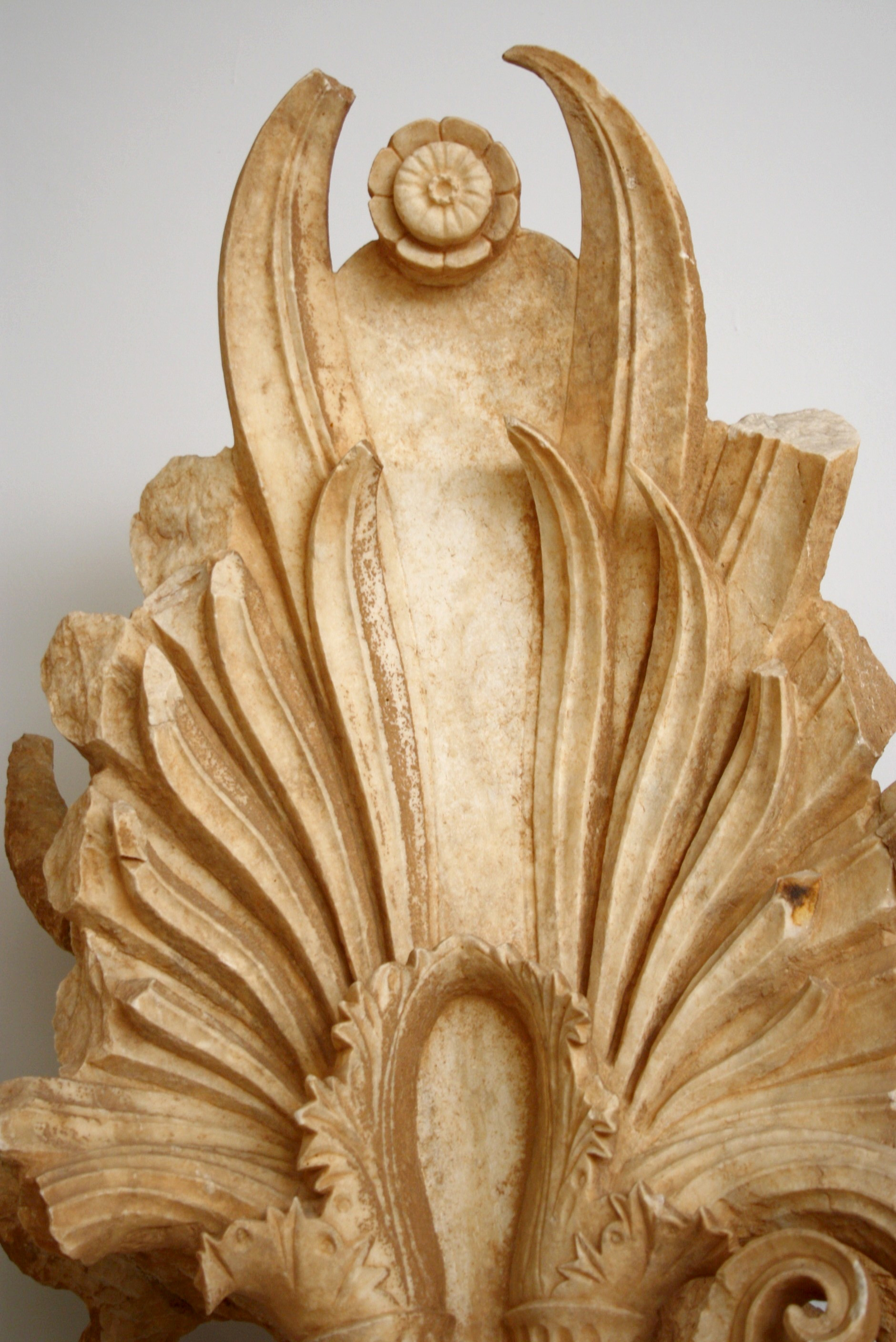
Stele Anthemion, IV secolo a.C., Atene.
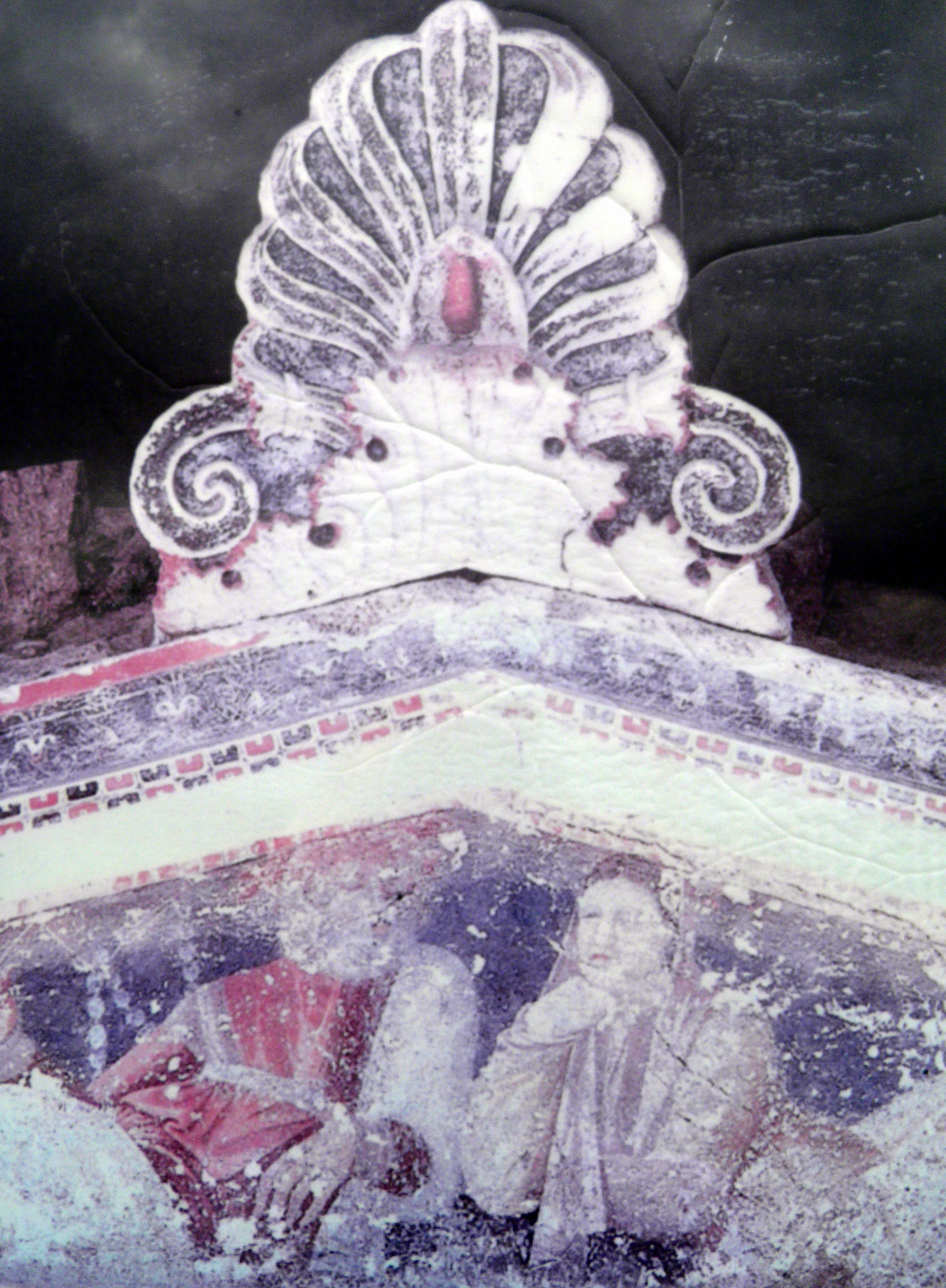
Palmetta fiammeggiante presso la Tomba delle Palmette, prima metà del III secolo a.C., Mieza, Macedonia
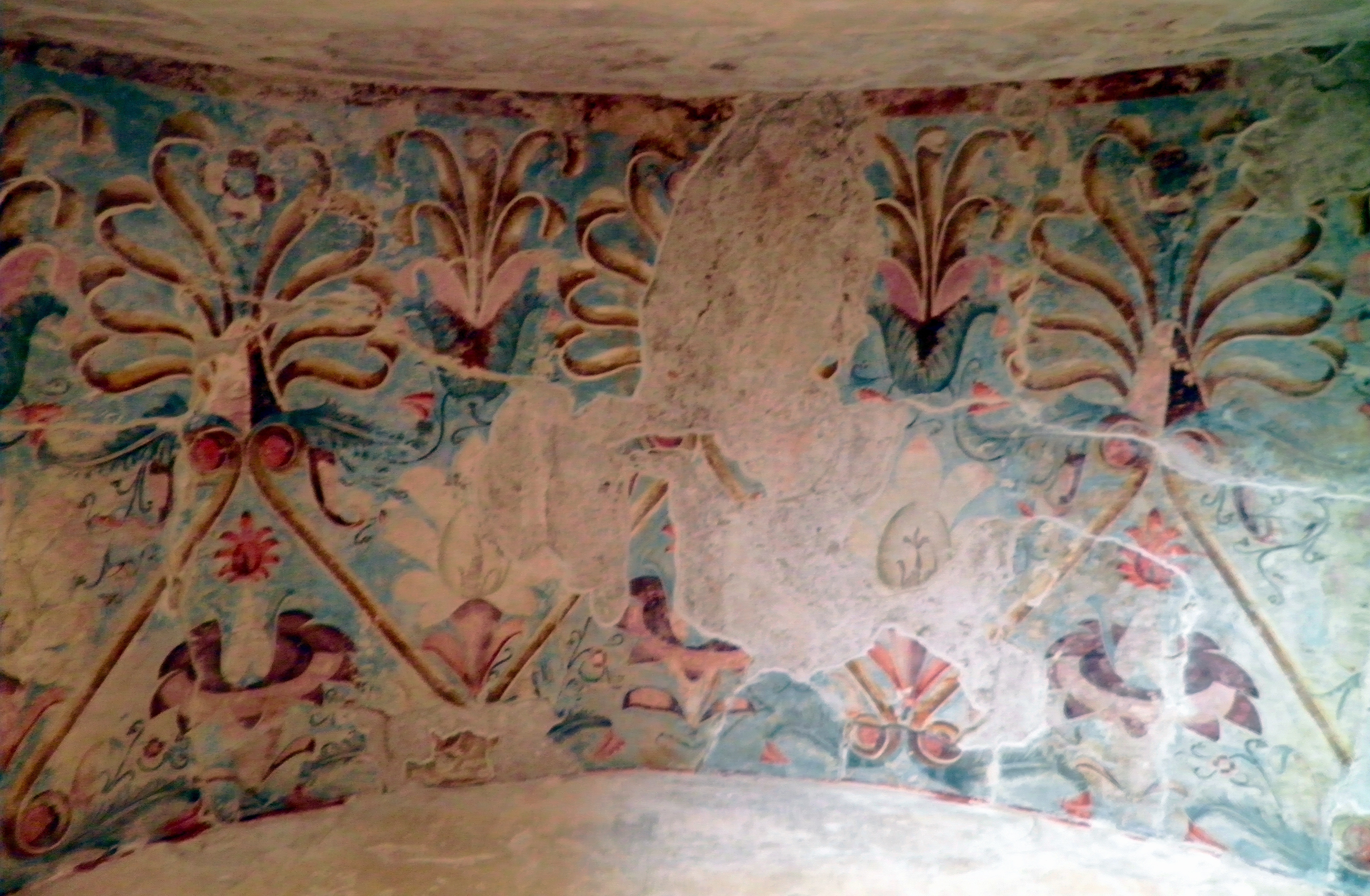
Palmette fiammeggianti presso la Tomba delle Palmette, prima metà del III secolo a.C., Mieza
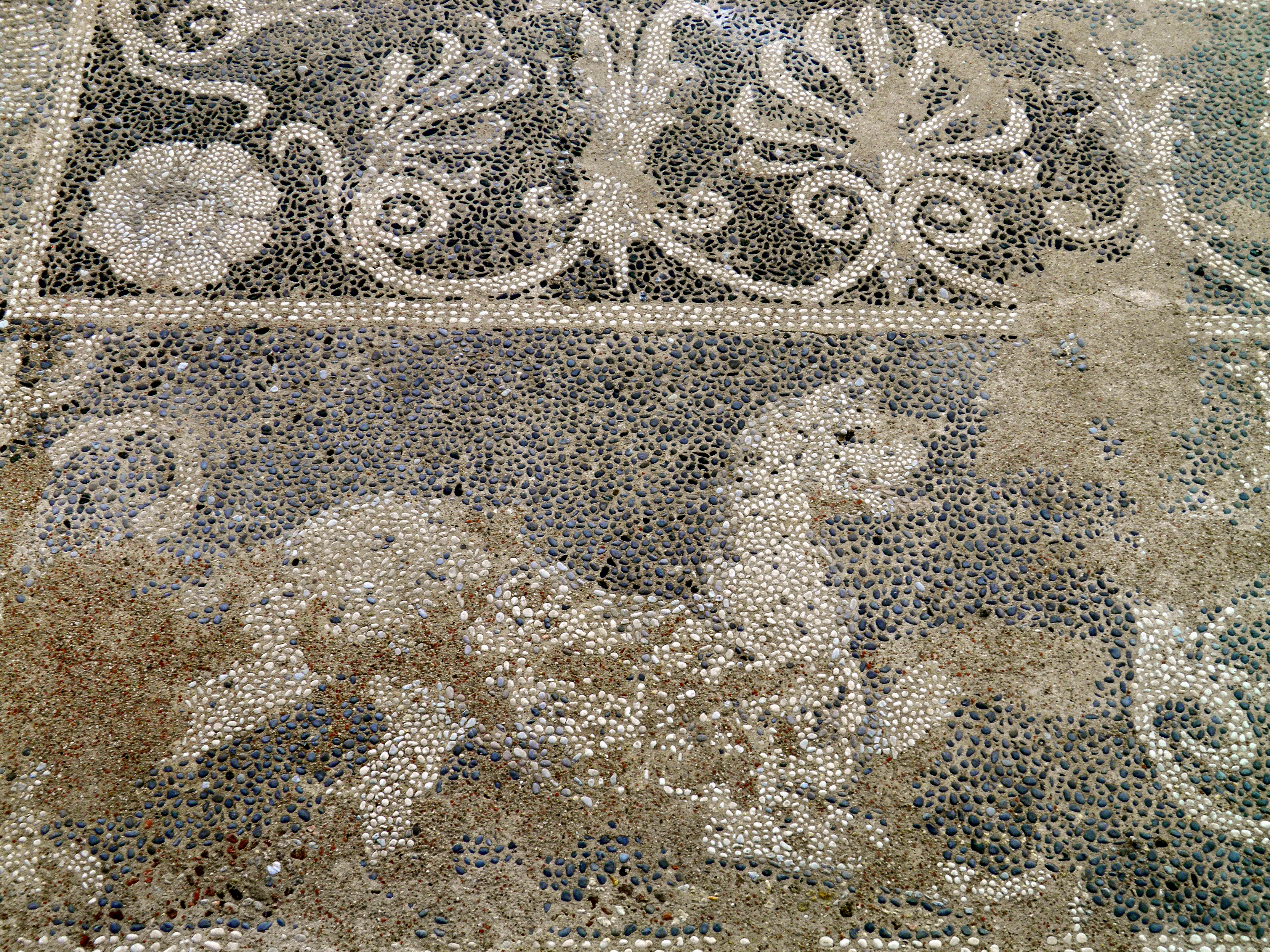
Particolare del mosaico. Antica Pella

## Asia minore
In Asia Minore, alcuni dei primi disegni di palmette fiammeggianti si trovano nel Mausoleo di Alicarnasso, datato al 350 a.C. Vennero ampiamente utilizzate anche nel tempio ionico di Didima del III secolo a.C.
| Palmette fiammeggianti in Asia Minore |
| - Frammento di fregio con disegno a palmetta fiammeggiante, Mausoleo di Alicarnasso, 350 a.C. - Disegno a "palmetta fiammeggiante" (al centro) a Didima, III secolo a.C. - Capitello con palmetta fiammeggiante, Didima, Mileto - Capitello di Anta a Didima. - Capitello a Priene. |

## Greco-Battria
Il disegno a palmetta fiammeggiante fu adottato nell'architettura ellenistica e divenne molto popolare, su vasta scala geografica, soprattutto in seguito alle conquiste di Alessandro Magno. Nella città greco-battriana di Ai-Khanum, fondata intorno al 280 a.C., le antefisse mostrano un disegno a palmette fiammeggianti, così come i mosaici floreali.

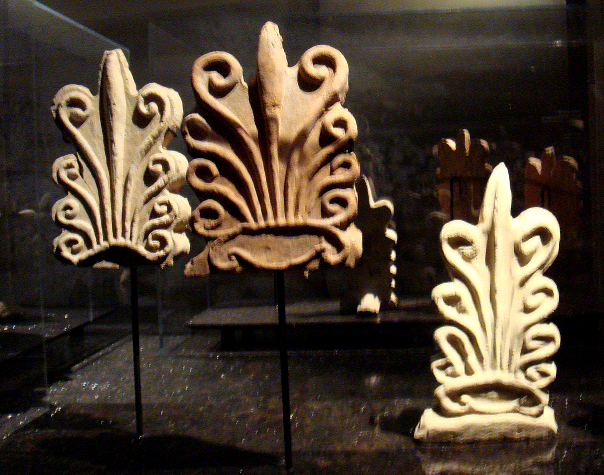
Antefisse architettoniche con disegno ellenistico a "palmetta fiammeggiante", Ai-Khanoum.
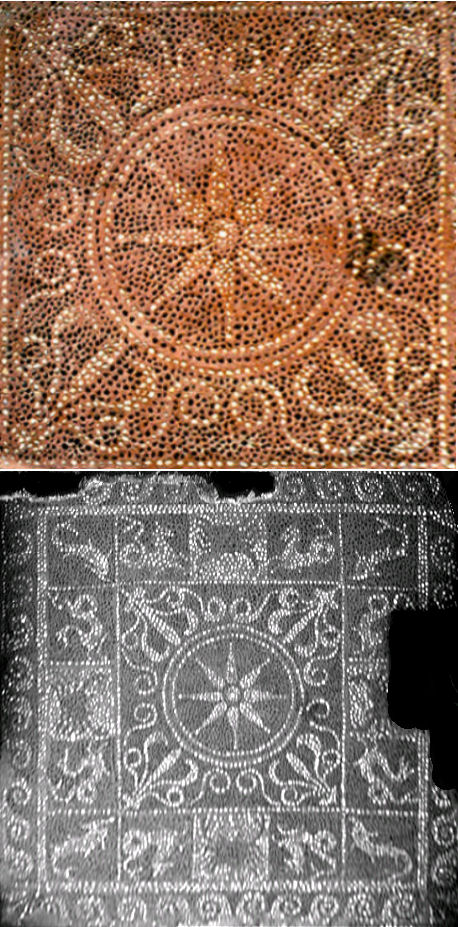
Mosaico Ai-Kanoum (dettaglio centrale a colori).

## India

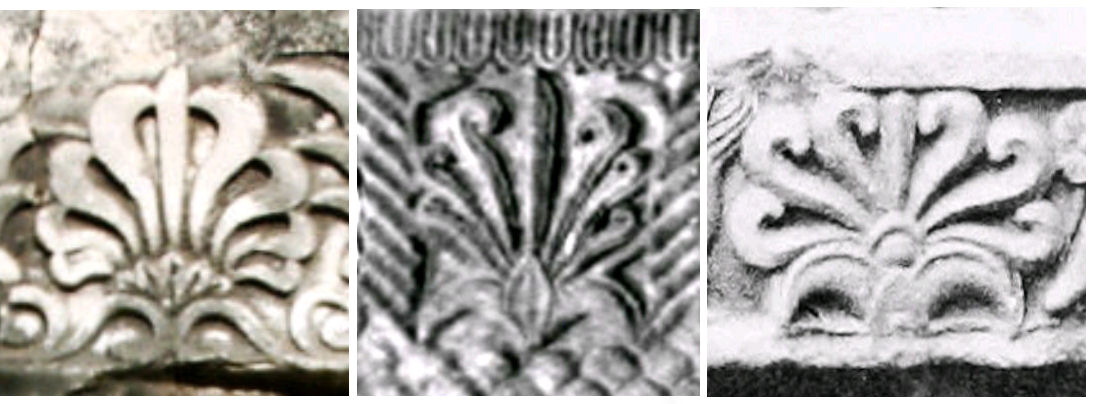
Palmette fiammeggianti greche e indiane. A sinistra : Palmetta fiammeggiante a Didima, Ionia, 300 a.C. circa. Al centro: capitello di Pataliputra, India, III sec. a.C. A destra: Trono di diamante di Ashoka, Bodh Gaya, India, 250 a.C.

Questo è il disegno che fu adottato dall'India nel III secolo a.C. per alcuni dei suoi fregi scultorei, come sugli abaci dei pilastri di Ashoka, o il disegno centrale del capitello di Pataliputra, probabilmente attraverso l'impero seleucide o città ellenistiche come Ai-Khanum.
| Palmette fiammeggianti in India |
| - Il capitello di Pataliputra, con disegno centrale e laterale a "palmetta fiammeggiante", III secolo a.C. - Particolare del fregio del trono di diamanti Bodh Gaya, 250 a.C. circa. - "Palmette fiammeggianti" intorno a un loto, sul Capitello del toro di Rampurva, India, III secolo a.C. - Palmetta fiammeggiante sopra l'ingresso orientale di Bharhut. - Capitello del pilastro di Bharhut con palmetta fiammeggiante centrale, circa 100 a.C. - Il capitello del leone di Mathura con una palmetta fiammeggiante centrale. I secolo a.C. - Palmetta fiammeggiante Sunga, I secolo a.C., Bodh Gaya. - Palmetta fiammeggiante di Kushan. - Pilastro, Mathura, II secolo |